# اولا آدیمو
اولا آدیمو (انگلیسی: Ola Adeyemo؛ زادهٔ ۱۳ فوریهٔ ۱۹۹۵) بازیکن فوتبال اهل بریتانیا است.
از باشگاه‌هایی که در آن بازی کرده‌است می‌توان به باشگاه فوتبال واتفورد و باشگاه فوتبال داندی یونایتد اشاره کرد.
وی همچنین در تیم ملی فوتبال زیر ۲۳ سال نیجریه بازی کرده‌است.